# Pikkelykés susulyka
A pikkelykés susulyka vagy sárga susulyka (Inocybe flocculosa) a susulykafélék családjába tartozó, Európában és Észak-Amerikában honos, lombos- és fenyőerdőkben élő, mérgező gombafaj.

## Megjelenése
A pikkelykés susulyka kalapja 2-5 (6) cm széles, alakja fiatalon domború, kúpos (és széleit vékony vélum köti össze a tönkkel), később púpos. Színe okker-, mogyoró- vagy őzbarna, szélei kissé világosabb. Felülete fiatalon pelyhes-nemezes, később sugarasan szálas, peremén hamar lekopó vélummaradványokkal. Igen változatos, nem könnyű felismerni.
Húsa fehér, a tönkben sárgás. Szaga gyenge, hipó- vagy spermaszerű, íze nem jellegzetes vagy földes.
Sűrű lemezei tönkhöz nőttek. Színük szürkésfehér, később világosbarna-barna. 
Tönkje 3,5-4 (5) cm hosszú és 0,2-0,3 (0,5) cm vastag. Alakja hengeres, a tövénél kissé megvastagodott. Színe világosabb a kalapnál, fehéres, halványbarna, okker-sárgásbarna. Felülete gyengén szálas-pelyhes, felső része deres. Idősen gyengén spermaszagú.
Spórapora dohánybarna. Spórája: elliptikus, felülete sima, mérete 9-11,5 x 5,5-6,5 μm. 

### Hasonló fajok
A gyapjas susulyka vagy a fiatal rózsás őzlábgomba hasonlíthat hozzá.  

## Elterjedése és termőhelye
Európában és Észak-Amerikában honos. Magyarországon ritka
Lomb- és fenyőerdőkben él. Júniustól októberig terem.

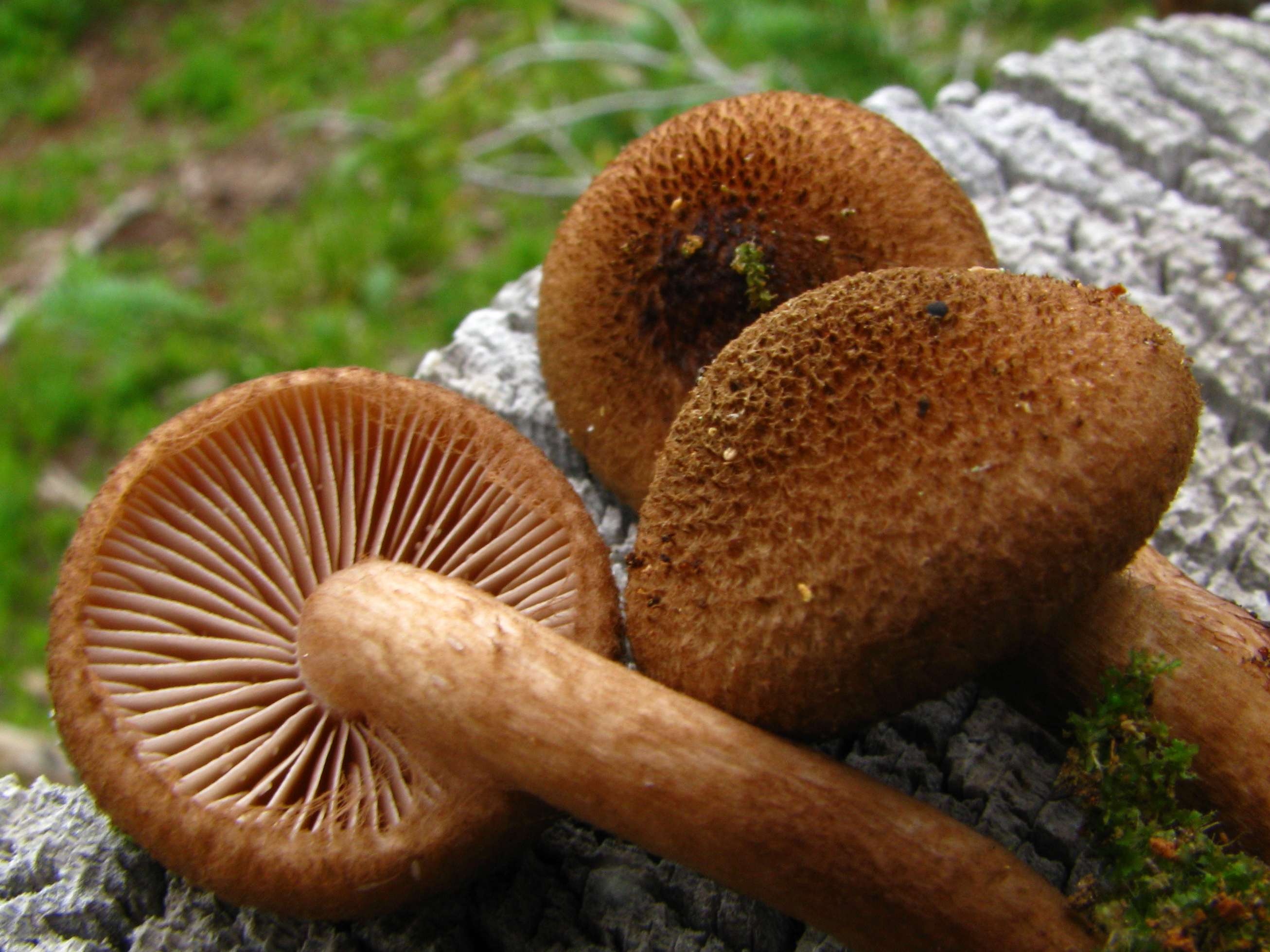
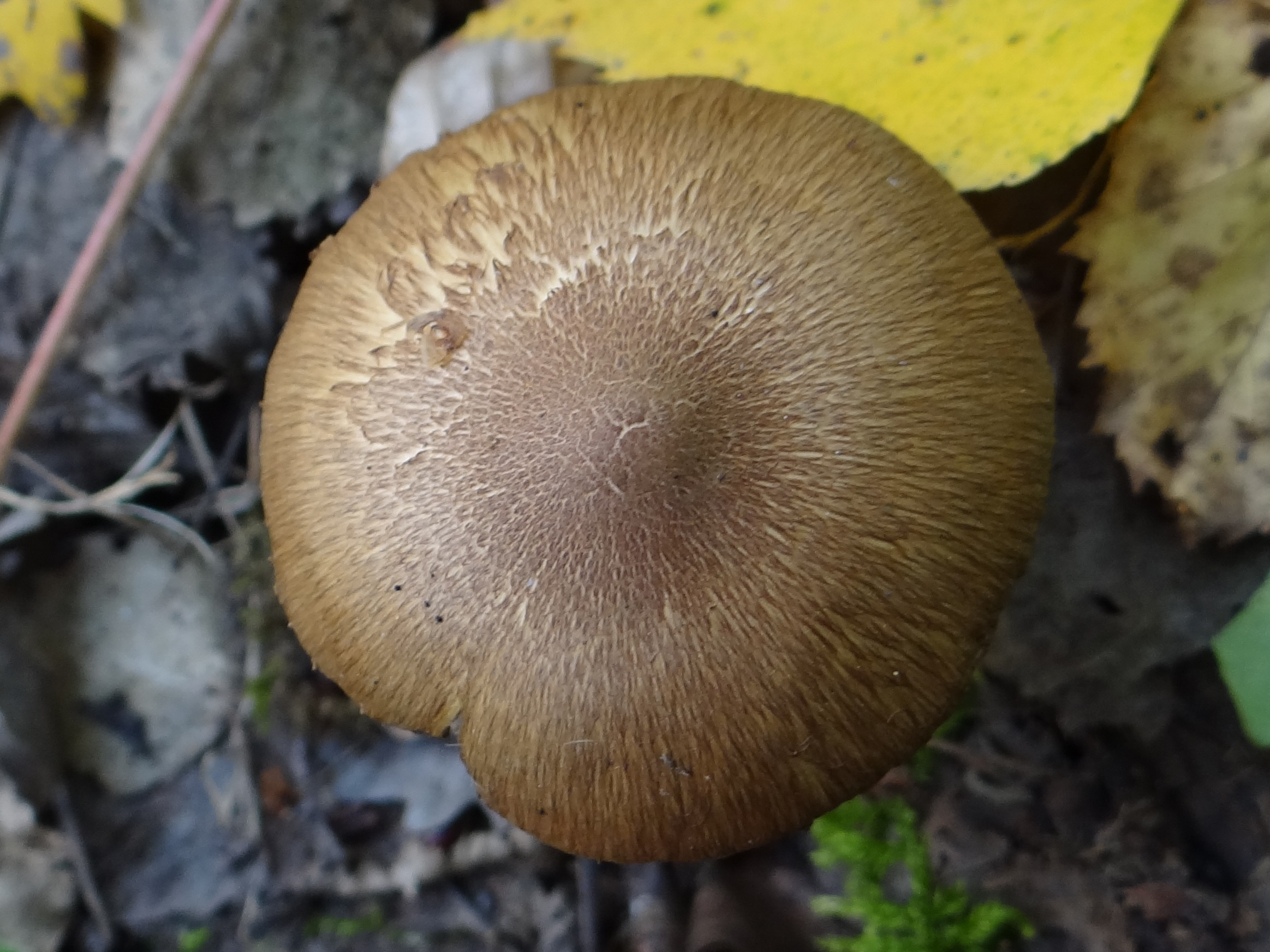
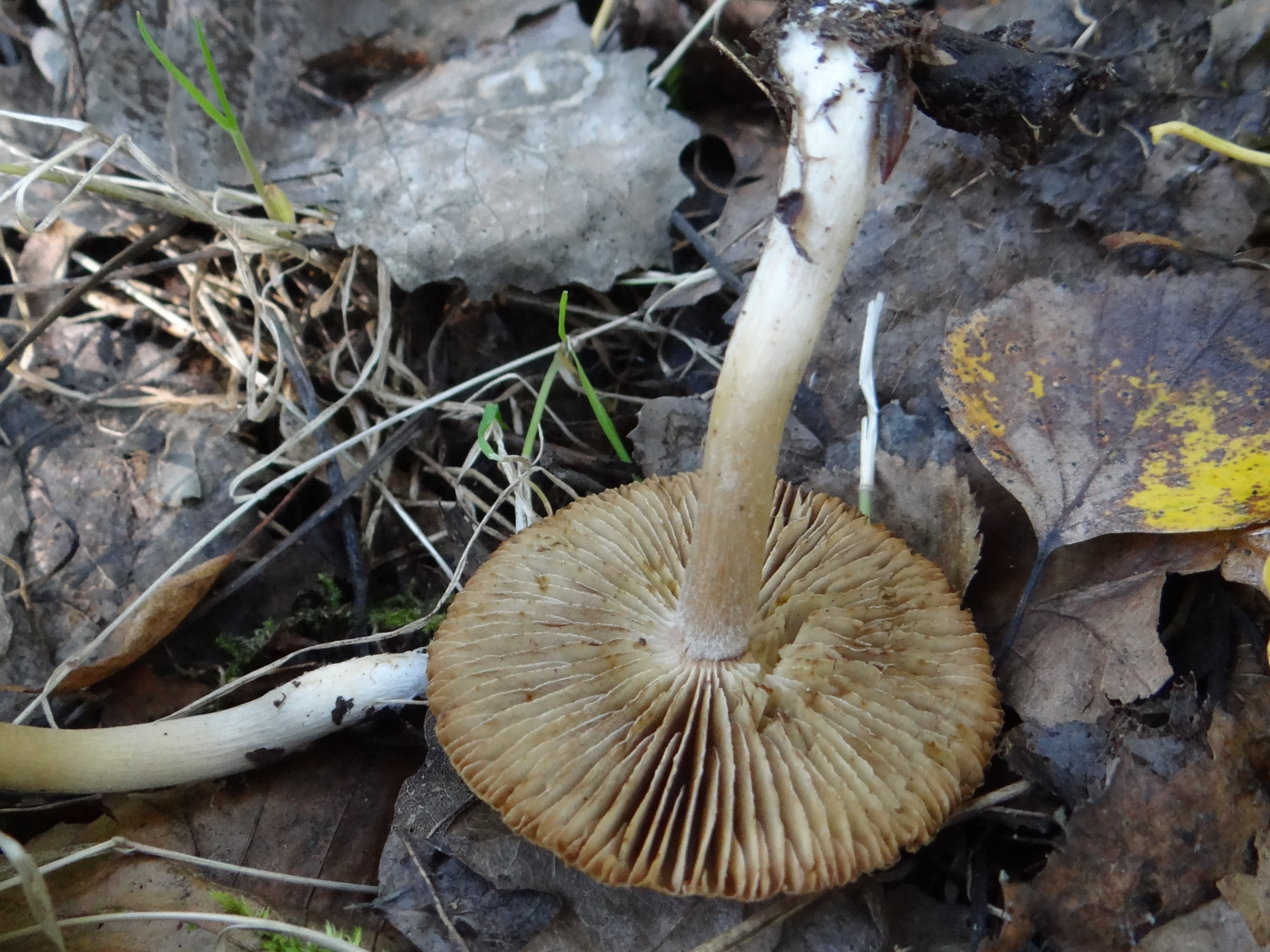
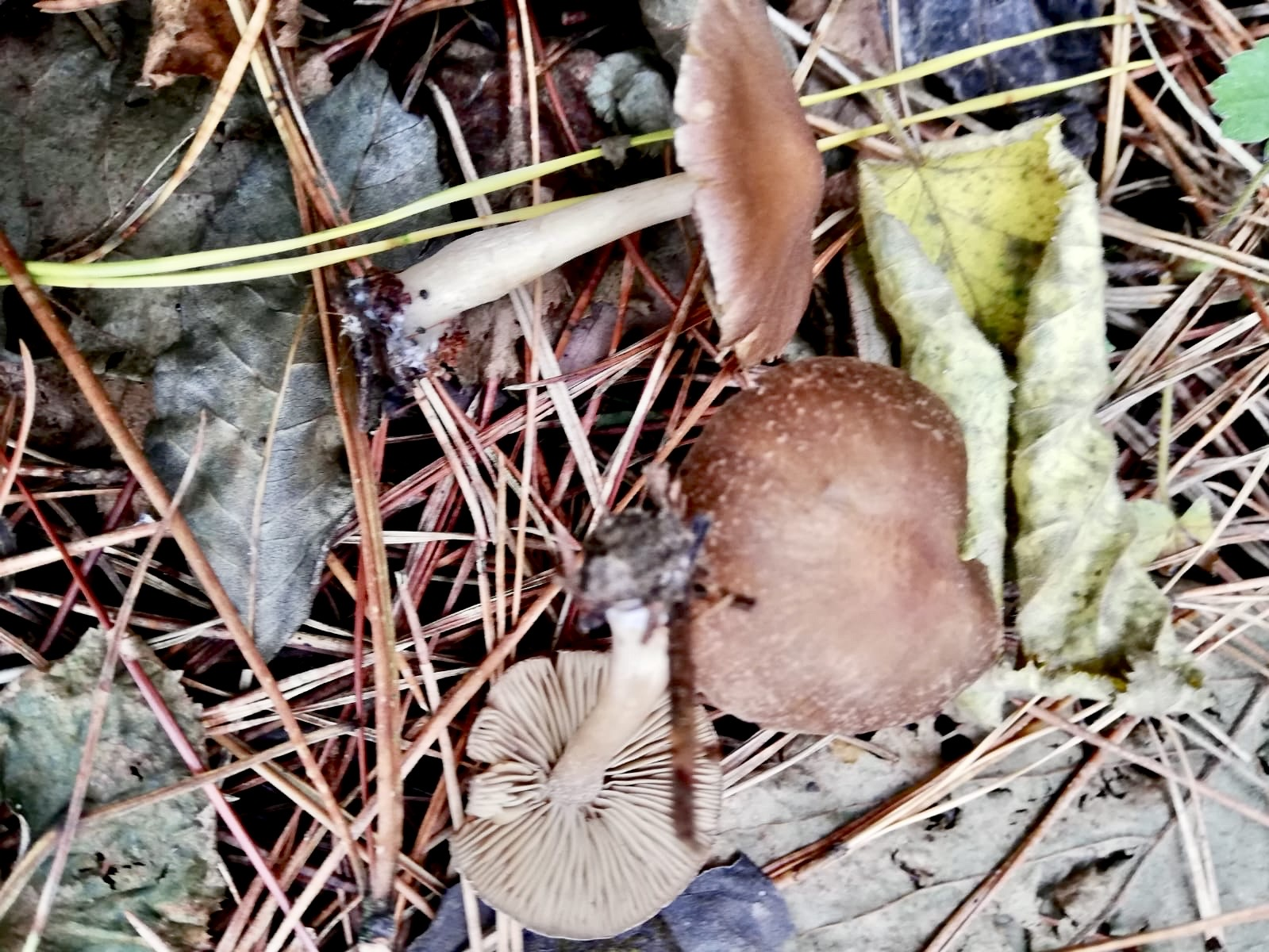
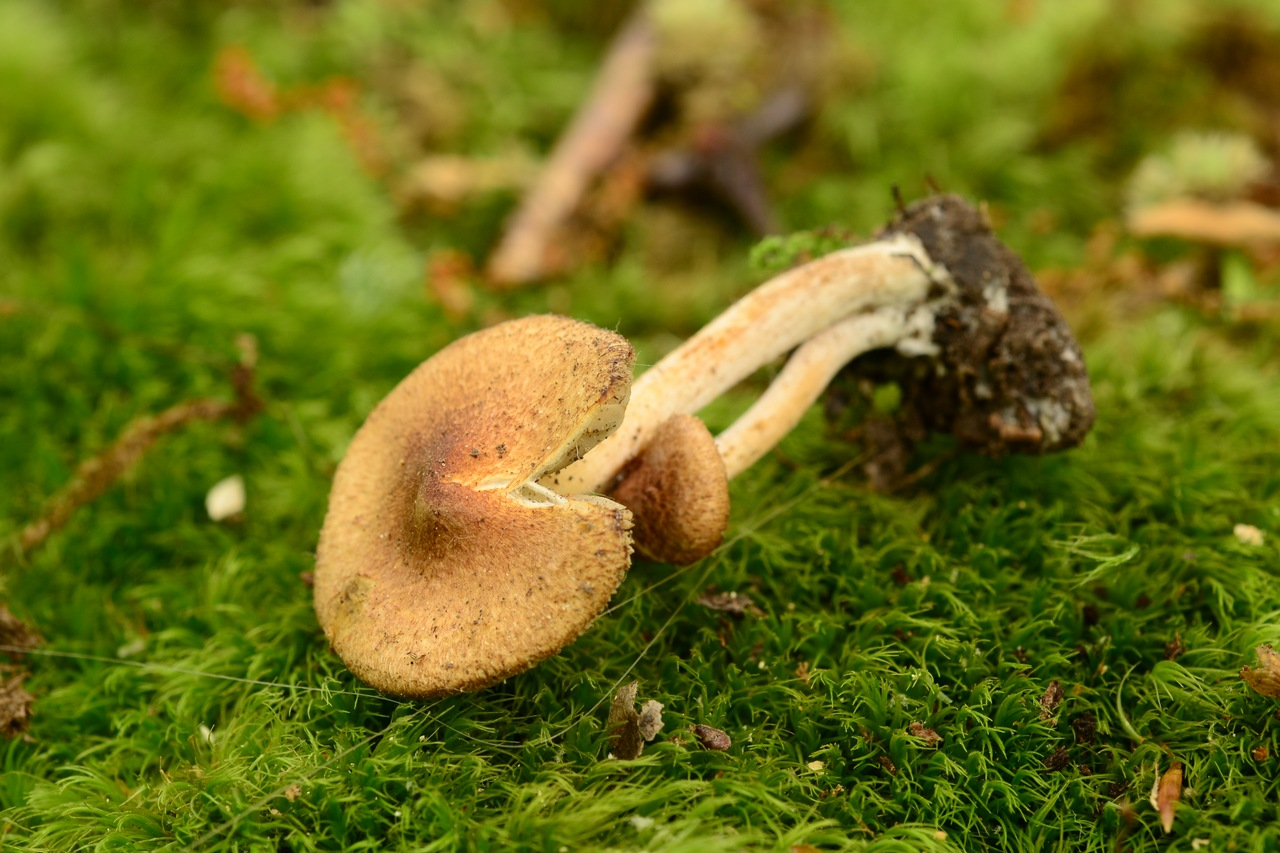

Mérgező, muszkarint tartalmaz.